# Friedrich Kröhnke

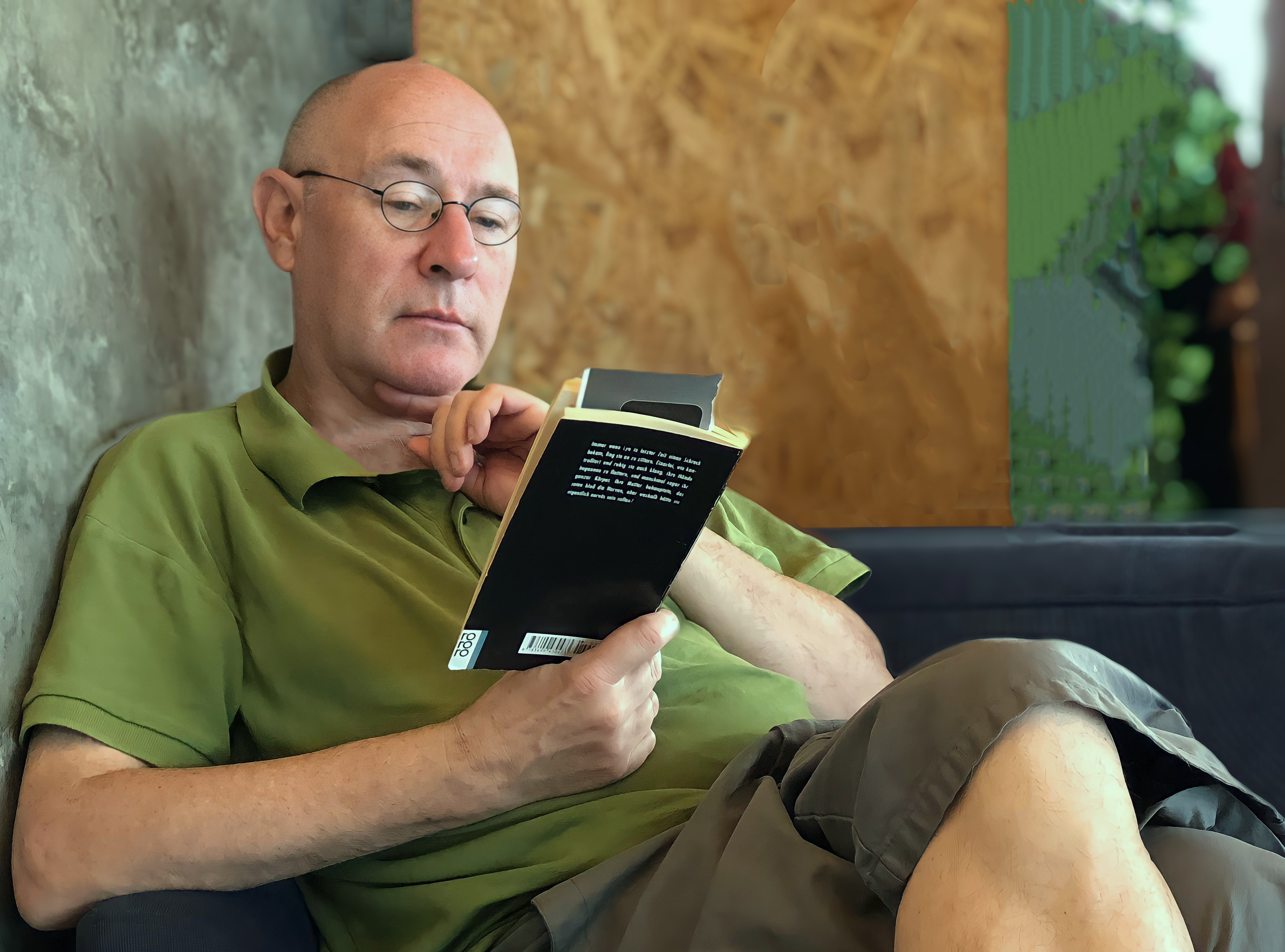

Friedrich Kröhnke (* 12. März 1956 in Darmstadt) ist ein deutscher Schriftsteller.

## Leben

### Darmstadt
Friedrich Kröhnke wuchs mit Zwillingsbruder Karl und zwei weiteren Geschwistern in Darmstadt auf. Der Vater stammt aus Ostpreußen und arbeitete als Chemiker bei der pharmazeutischen Firma Merck, die Mutter stammt aus Böhmen und verfasste als Margarete Kubelka Romane, Lyrik und Kinderbücher. Kröhnke besuchte von 1966 bis 1972 das Ludwig-Georgs-Gymnasium in Darmstadt. Wegen politischer Umtriebe wurde er 1972 mit seinem Zwillingsbruder der Schule verwiesen, woraufhin er den Schulbesuch bis zum Abitur 1975 am Alten Kurfürstlichen Gymnasium Bensheim fortsetzte. Mit fünfzehn trat er in die SPD ein. 1973 erfolgte ein Parteiausschlussverfahren, betrieben durch den Darmstädter Oberbürgermeister und Dichter Heinz Winfried Sabais. 1975 trat Kröhnke aus der SPD aus.

### Bochum / Köln
Nach dem Abitur zog er nach Bochum, um dort für eine trotzkistische Splittergruppe, die Gruppe Internationale Arbeiterkorrespondenz, sogenannte Lambertisten, aktiv zu werden. Kurz darauf begann er an der Ruhr-Universität Bochum mit dem Studium der Germanistik, Romanistik und Geschichte. Er war Mitinitiator der Kampagne für Wolf Biermanns Recht auf freie Reise aus der DDR zu Auftritten in Westdeutschland, die zu dem legendären Kölner Konzert Biermanns führte. Zwei Jahre später wechselte er nach Köln, um dort 1981 bei Karl Otto Conrady zum Dr. phil. zu promovieren. Die Dissertation wurde unter dem Titel Jungen in schlechter Gesellschaft veröffentlicht. Daran schloss sich die zweijährige Referendarzeit in Düsseldorf mit Zweitem Staatsexamen an (1982–1984). Gleichzeitig gründete er mit seinen Brüdern die Literaturzeitschrift Wanderbühne in Frankfurt, die insgesamt sechs Ausgaben erreichte (1981–1983) und trotz der Mitarbeit namhafter Autoren, unter ihnen zahlreiche Links-Oppositionelle in der DDR, in finanzieller Hinsicht ein Misserfolg war.
In jene Zeit fiel auch die Lehrtätigkeit an den Schulen des deutschen Buchhandels in Frankfurt, die er jedoch abbrach, um zu reisen. Ab 1986 lebte er wieder in Köln, wo er zwei Jahre lang als wissenschaftlicher Angestellter des Kölner Stadtarchivs arbeitete. Seitdem ist Kröhnkes Leben neben den Liebesbeziehungen zu Frauen und vielen jungen Männern mehr denn je vom Schreiben geprägt. Es erscheinen Texte von ihm in der von Günter Grass und Johano Strasser herausgegebenen Zeitschrift L'80 sowie erste Einzeltitel.

### Berlin / Prag / Berlin / Stuttgart
Ende der 1980er Jahre zog Kröhnke nach Berlin, hielt sich fast täglich in beiden Teilen der geteilten Stadt auf. 1999 Umzug nach Prag, zwei Jahre später in das alte Fachwerkhaus des Zwillingsbruders in der Nähe von Hamburg. Heute lebt er wieder als freier Schriftsteller in Berlin. Zu den Stipendien und Auszeichnungen, die er erhielt, zählten 1994 das Alfred-Döblin-Stipendium und 1995 das des Stuttgarter Schriftstellerhauses. Er reiste viel in Asien, Lateinamerika, Nahost und Osteuropa. 2007 war er im Austausch mit der bekanntesten ukrainischen Schriftstellerin Oksana Sabuschko längere Zeit Gast des Goethe-Instituts und der Stiftung Brandenburger Tor in Kiew. Er ist Mitglied im PEN-Zentrum Deutschland.

## Zum Werk
Friedrich Kröhnke wollte schon als Kind Schriftsteller werden, davon legen u. a. die Bücher Die Atterseekrankheit und Ein Geheimnisbuch Zeugnis ab. Der Wille zu lesen, zu schreiben und Schriftsteller zu sein verbindet sich mit Ideen der radikalen Linken, die für ihn eine Linke sein musste, die Kapitalismus und ›realen Sozialismus‹, Spießertum und Prüderie ablehnt und attackiert. Essays und Erzählungen der 1980er Jahre befassen sich vornehmlich mit Päderastie, aber auch der Aufarbeitung linker Politik nach 1968. Beide Stoffe werden in der autobiographisch angehauchten Erzählung Zweiundsiebzig. Das Jahr, in dem ich sechzehn wurde, der Erzählung Kleymann und Bellarmin (1986) sowie in Atterseekrankheit (1999) sichtbar: Die Jahre der politischen Arbeit für die trotzkistische IAK haben nicht nur zur Erstarrung des Denkens geführt, sondern auch zur Erstarrung der Gefühle. Nun brechen die Gefühle sich Bahn: In den häufig wechselnden zu männlichen Jugendlichen, den wesentlich stabileren Beziehungen zu gleichaltrigen Frauen, und – als ein Spiel – zu neurotischen Kuscheltieren und ›Wesen‹.
Päderastische Erlebnisse und Bildwelten durchziehen – sowohl ernst als auch komisch und tragikomisch – alle frühen Erzählungen und Romane – in einem Dreieck von Einsamkeit und unerfüllter Sehnsucht am Bahnhofsstrich zum einen, gelungenen Liebesbeziehungen zu Jugendlichen zum anderen, aber auch von hedonistischem Überschwang. Dieses Dreieck wird insbesondere im magnum opus, Atterseekrankheit, mannigfaltig beleuchtet. Zum anderen sind sie, so Martin Krumbholz in der Süddeutschen Zeitung, »welthaltig«: Köln in Vergangenheit und Gegenwart (in Was gibt es heut bei der Polizei), das geteilte und sich wiedervereinte Berlin (Grundeis, P 14), Frei-, Spaß- und Hallenbäder (Aqualand), Diebe (ebenda und Zurück vom Mondgebirge, Diebsgeschichte), Reisen bis nach Eritrea (Nach Asmara!).
In den Jahren nach 2000, in die der fluchtartige Rückzug aus Prag fällt (in Ciao Vaschek verarbeitet), und der Zeit in Hamburg (fast tödlich verlaufene Operation im Krankenhaus Reinbek, die ebenfalls in Ciao Vaschek thematisiert wird) treten eine (immer noch ironisch interpretierbare) Verbitterung des alternden Schriftstellers sowie die verstärkte Auseinandersetzung mit Religion in den Vordergrund. Im Roman Samoa (2006) heißt es auf S. 150 zu Kröhnkes Alter Ego Pirna: „Man wird es bereits gemerkt haben, dass ich Pirna gewissermaßen für einen religiösen Menschen halte oder für einen, der zunehmend in die Richtung religiöser Fragen oder gleichsam spiritueller Erlebnisse vordringt.“
Der plötzliche Tod der Lebensgefährtin auf einer gemeinsamen Reise nach Estland, den er in seinem bekanntesten Roman Wie in schönen Filmen (2007) verarbeitet, trug erst recht dazu bei, Kröhnkes zuvor teilweise anarchisch-hedonistischem Leben Ernst und dem Werk Gewicht zu verleihen. So bieten Kröhnkes literarische Begegnungen mit dem Regisseur Friedrich Wilhelm Murnau (Murnau. Eine Fahrt, 2001) oder dem Dichter Max Dauthendey (Wie Dauthendey starb, 2017) vielfältige Bilder von Fernweh, Heimweh, Krankheit, Liebe und Tod.

## Werke

### Einzeltitel

#### Prosa
- Gorki-Kolonie, Nachtstücke: Erzählung. Libertäre Assoziation, Hamburg 1983, ISBN 3-922611-46-X.
- Ratten-Roman. Verlag Rosa Winkel, Berlin 1986, ISBN 3-921495-83-0. Neuausgabe: Rimbaud Verlag, Aachen 2023, ISBN 978-3-89086-927-8.
- Zweiundsiebzig. Materialis Verlag, Frankfurt/Main 1987, ISBN 3-88535-105-6.
- Knabenkönig mit halber Stelle. Verlag rosa Winkel, Berlin 1988, ISBN 3-921495-87-3.
- Leporello. Verlag rosa Winkel, Berlin 1989, ISBN 3-921495-47-4.
- Was gibt es heut bei der Polizei? Ammann Verlag, Zürich 1989, ISBN 3-250-10109-5.
- Grundeis – Ein Fall. Ammann Verlag, Zürich 1990, ISBN 3-250-10143-5.
- P 14. Ammann Verlag, Zürich 1992, ISBN 3-250-10180-X. Neuausgabe: Rimbaud Verlag, Aachen 2014, ISBN 978-3-89086-414-3.[6]
- Dieser Berliner Sommer – Erzählungen. Verlag rosa Winkel, Berlin 1994, ISBN 3-86149-022-6.
- Aqualand. Ammann Verlag, Zürich 1996, ISBN 3-250-10289-X. Neuausgabe: Rimbaud Verlag, Aachen 2010, ISBN 978-3-89086-485-3.
- Die Atterseekrankheit. Ammann Verlag, Zürich 1999, ISBN 3-250-60017-2.
- Murnau – Eine Fahrt. Rimbaud Verlag, Aachen 2001, ISBN 3-89086-722-7.
- Ciao Vaschek. Ammann Verlag, Zürich 2003, ISBN 3-250-60062-8.
- Samoa oder Ein Mann von fünfzig Jahren. Rimbaud Verlag, Aachen 2006, ISBN 3-89086-608-5.
- Wie in schönen Filmen. Ammann Verlag, Zürich 2007, ISBN 978-3-250-60114-2.
- Ein Geheimnisbuch. Ammann Verlag, Zürich 2009, ISBN 978-3-250-10804-7.
- Nach Asmara! Jung und Jung, Salzburg und Wien 2011, ISBN 978-3-902497-91-8.
- Die Weise von Liebe und Tod. Rimbaud Verlag, Aachen 2012, ISBN 978-3-89086-446-4.
- Diebsgeschichte. Müry Salzmann Verlag, Salzburg 2015, ISBN 978-3-99014-109-0.
- Ende der Fuchsjagd. Geschichten aus drei Jahrzehnten. Mit einer Hommage von Christoph Geiser: Friz in Thun. Ein Staatsbesuch. Männerschwarm Verlag, Hamburg 2016, ISBN 978-3-86300-070-7.
- Wie Dauthendey starb. Literaturverlag Droschl, Graz und Wien 2017, ISBN 978-3-99059-003-4.
- Zurück vom Mondgebirge. Rimbaud Verlag, Aachen 2019, ISBN 978-3-89086-381-8.
- Spinnentempel. Roman. Rimbaud Verlag, Aachen 2023, ISBN 978-3-89086-622-2.
- Eulen. Spiegel. Sterne. Vier Erzählungen. Rimbaud Verlag, Aachen 2024, ISBN 978-3-89086-123-4.

#### Essay / Sachbuch
- Jungen in schlechter Gesellschaft. Zum Bild der Jugendlichen in deutscher Literatur 1900–1933. Bouvier Verlag, Bonn 1981, ISBN 3-416-01654-8.
- Propaganda für Klaus Mann. Materialis Verlag, Frankfurt am Main 1981, ISBN 3-88535-035-1.
- Pasolini-Essays. Libertäre Assoziation, Hamburg 1982, ISBN 3-922611-21-4.
- Gennariello könnte ein Mädchen sein, Essays über Pasolini. Materialis Verlag, Frankfurt am Main 1983, ISBN 3-88535-077-7.

### Herausgabe (Auswahl)
- Zwillinge. Insel Verlag (mit Karl Kröhnke). Frankfurt am Main 1999, ISBN 3-458-33997-3.